# Johann Friedrich Meyer (Chemiker)
Johann Friedrich Meyer (* 24. Oktober 1705 in Osnabrück; † 2. November 1765 in Osnabrück) war ein Chemiker und Apotheker der Hirsch-Apotheke (Osnabrück).

## Familie
Meyer war der Sohn des aus Weißensee stammenden Osnabrücker Arztes Johann Andreas Meyer (1670–1714) und seiner Ehefrau Sophia Margaretha Gottfried (1683–1742), Tochter des Apothekers Friedrich Wilhelm Gottfried (1651–1710), Besitzer der Hirsch-Apotheke am Nikolaiort in Osnabrück. Er heiratete 1738 in Osnabrück Anna Sara Krochmann († 1759), vermutlich eine Tochter von Hermann Krochmann (1671–1728), Prediger an St. Katharinen.

## Leben
Meyer begann mit 15 Jahren eine Apothekerlehre in der Hirsch-Apotheke seiner Großmutter, wo er sechs Jahre lernte. Nach Wanderschaft in Leipzig, Nordhausen, Frankfurt am Main, Trier und Halle, wobei er auch in Nordhausen Berg- und Hüttenwesen studierte, übernahm er 1737 die Familien-Apotheke in Osnabrück. Nach Meyers Tod übernahm der Bruder Rudolf, Apotheker in Bramsche, die Hirsch-Apotheke, die bis in die Gegenwart im Besitz von dessen Nachkommen ist.
Meyer fand zu seiner Zeit viel Beachtung durch die Erklärung der Ätzwirkung (Kaustizität) von Alkalien durch Aufnahme einer hypothetischen Substanz, die er acidum pingue (lateinisch für Fett-Säure) nannte und die er für die Massenzunahme der Metalle bei Kalzinierung (Oxidation) verantwortlich machte. Nach seiner Ansicht entstand das acidum pingue aus einer bis dahin unbekannten sauren Substanz und einer Feuer-Substanz (ähnlich dem Sulfur bei Paracelsus und Nicolas Lémery) und war in Feuer, Säuren und Basen vorhanden. Die korrekte Erklärung der Massenzunahme bei Oxidation war wenige Jahre zuvor von Joseph Black gegeben worden (Aufnahme eines Stoffes aus der Luft).

## Schriften
- Chymische Versuche : zur näheren Erkenntniß des ungelöschten Kalchs, der elastischen und electrischen Materie, des allerreinsten Feuerwesens, und der ursprünglichen allgemeinen Säure ; nebst einem Anhange von den Elementen. J.W. Schmidt, Hannover 1764 Digitalisat MDZ München Digitalisat Universitätsbibliothek Düsseldorf 2. Auflage 1770 Digitalisat MDZ München
- Alchymistische Briefe. Zusammen mit J. G. R. Andreae. Schlüter, Hannover 1767 Digitalisat MDZ München

Beide Werke wurden auch ins Französische übersetzt.
- Essais de chymie, sur la chaux vive, la matiere elastique et electrique, le feu, et l'acide universel primitif; avec un supplément sur les eléments: traduits de l'allemand de M. Frederich Meyer, apothicaire à Osnabruck. Par M. P. F. Dreux, ancien apothicaire aide-major des armées du Roi en Allemagne. G. Cavelier, Paris 1766 2 Bände Digitalisat